# 임덕상
임덕상(林德相, 1928년 ~ 1982년)는 대한민국의 수학자, 전 펜실베니아대학교 교수이다.

## 학력
- 1946~1954년: 서울대학교 수학과 이학사
- 1955~1957년:  미국 인디애나 대학교 대학원 이학박사(대수기하학)

## 주요경력
- 1957 ~ 1960년: 미국 컬럼비아대학 박사후 연구원, 조교수
- 1960 ~ 1965년: 미국 브랜다이스대학 조교수
- 1965 ~ 1982년: 미국 펜실베니아대학 수학과 교수, 학과장
- 1972 ~ 1975년: 재미한인과학기술자협회 본부평의원
- 1978 ~ 1981년: 재미한인과학기술자협회 장학위원

## 생애 및 업적
임덕상 교수는 재미 한국인 수학자로서 군 코호몰로지 연구, 변형이론 연구를 통해 대수기하학 발전에 기여했고, 재미한인과학기술자협회와 필라델피아 교민회 활동을 통해 한인 과학기술계와 지역사회 교포들의 교류와 권익 보호를 위해 노력했다.

### 유한군 코호몰로지의 세계적, 선구적 연구
임덕상 교수의 주요 업적은 첫째, 유한군 위에 정의된 모듈의 분류이론을 만든 것이다. 1959년 그는 카르탕과 아일렌베르크(Cartan-Eilenberg)가 제기한 호몰로지 대수에 관한 문제를 해결하는 논문을 발표했다. 이 연구 결과는 “대수적 K이론”으로 정립되는 연구 분야의 토대가 되었고, 그를 군 코호몰로지 이론의 초기 선구자 중 하나로 만들었다.

### 변형이론 연구로 대수기하학 발전에 기여
그는 쿠라니시(Masatake Kuranishi)에 의해 시작된 변형이론에 관해 연구하고 그 결과를 1972년에 세미나 노트 SGA 7 I(Groupes de Monodromie en Geometrie Algebrique)에 발표했다. 이 시리즈에는 1966년 필즈상 수상자 그로텐딕(Alexander Grothendiek) 등이 참여했고, Springer-Verlag에서 출판되어 널리 인용되었다.

### 연구자 교류와 인재양성으로 한국 현대수학 발전에 일조
임덕상 교수는 연구 외에 재미 과학기술자들의 조직과 지역 한인사회 활동에도 참여했다. 그는 또한 한국의 수학 인재양성에도 공헌했다. AID 차관계획에 의해 서울대학교에서는 1975년부터 5년간 재미수학자들이 초빙되어 강의를 담당했다. 그도 이 프로그램에 의해 1976-1977년에 대수기하학을 강의하는 등 한국 현대수학 발전에도 힘을 보탰다. 

## 참고자료
- 대한민국과학기술유공자 홈페이지